# بيت هنتر
بيت هنتر (بالإنجليزية: Pete Hunter) هو لاعب كرة قدم أمريكية أمريكي، ولد في 25 مايو 1980 في اتلانتيك سيتي في الولايات المتحدة.

## وصلات خارجية
- بيت هنتر على موقع مرجع كرة القدم المحترفة.كوم (الإنجليزية)